# Johann Christian Wallmann

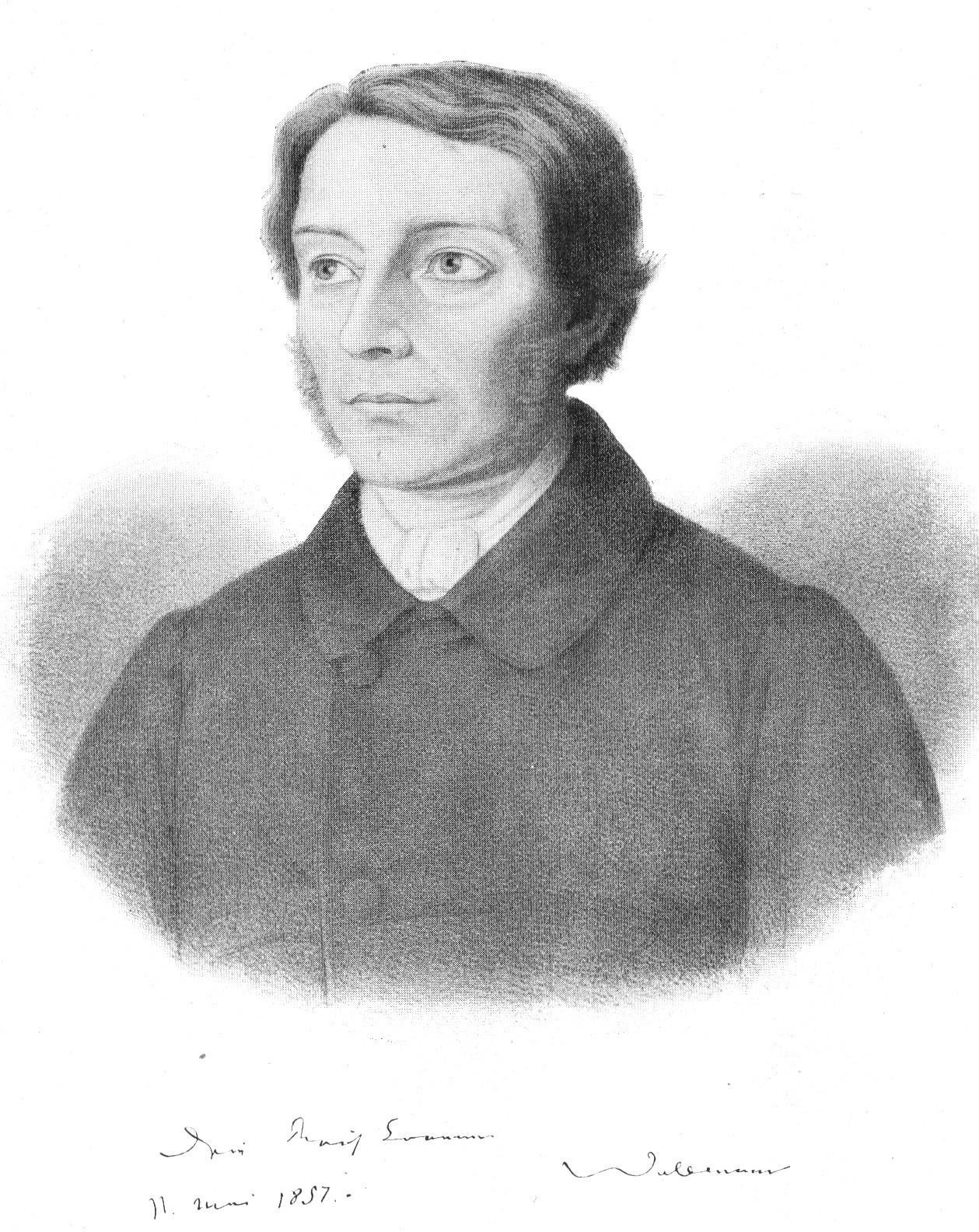
Johann Christian Wallmann,
porträtiert von C. G. Pfannschmidt, 1857

Johann Christian Wallmann (* 13. November 1811 in Quedlinburg; † 17. April 1865 ebenda) war ein deutscher evangelisch-lutherischer Theologe der Erweckungsbewegung.

## Leben
Sein Großvater war der aufgeklärte Quedlinburger Heimatforscher und Bürgermeister der Quedlinburger Neustadt Johann Andreas Wallmann (* 29. Januar 1716; † 13. Oktober 1789), er stammte aus dem Ackerbürgertum.
Johann Christian Wallmann wurde von August Tholuck zum erweckten Christentum bekehrt. Er arbeitete nach dem Theologiestudium ab 1835 als Hauslehrer bei Ernst Ludwig von Gerlach. Ab 1839 versuchte er in Quedlinburg Fuß zu fassen. Er profilierte sich in der Öffentlichkeit als erweckter Christ in Streitigkeiten mit dem Quedlinburger Gymnasialdirektor, was aber in dem von der Aufklärung geprägten Quedlinburg nicht zielführend war. Von 1843 bis 1848 war er Pastor in der Johanniskapelle vor den Stadtmauern.
Seine größte Wirksamkeit entfaltete Wallmann als Missionsinspektor der Rheinischen Missionsgesellschaft in Barmen (1847–1857) und der Berliner Missionsgesellschaft (1857–1863). Er verfasste (ohne je Deutschland verlassen zu haben) Werke zur Sprachlehre der Nama im heutigen Namibia und viele Schriften über die Tätigkeit der Missionen, die mehrere Auflagen erlebten.
1863 zog er sich krank nach Quedlinburg in sein Haus Bahnhofstraße 9 zurück, wo er bald verstarb.

## Ehrungen und Gedenken
Nach ihm wurde die Missionsstation „Wallmannsthal“ in Südafrika benannt. Eine Gedenktafel wurde 1911 an seinem Geburtshaus, Pölkenstraße 11, angebracht. Zum 200. Geburtsjahr wurde 2011 eine weitere Gedenktafel für ihn in der Quedlinburger Johanniskapelle angebracht.

## Familie
Ein Sohn war Johannes Wallmann, der spätere Konteradmiral der Kaiserlichen Marine, ein Urenkel war der Kirchenhistoriker Johannes Wallmann. Andere Nachfahren sind – neben vielen Pastoren und einigen Berufssoldaten – der Komponist H. Johannes Wallmann und der Chemiker und Hochschullehrer Klaus Wallmann.

## Schriften (Auswahl)
- Vocabular der Namaqua-Sprache, nebst einem Abrisse der Formenlehre derselben. Barmen 1854 (online)
- Die Formenlehre der Namaquasprache. Berlin 1857 online bei archive.org
- Leiden und Freuden rheinischer Missionare. 2. Auflage, Halle 1862 online bei archive.org